# Потомак (Илиноис)
Потомак (енгл. Potomac) град је у америчкој савезној држави Илиноис.

## Демографија
По попису из 2010. године број становника је 750, што је 69 (10,1%) становника више него 2000. године.
| Група             | 2000.       | 2010.       |
| Белци             | 661 (97,1%) | 725 (96,7%) |
| Афроамериканци    | 0 (0,0%)    | 5 (0,7%)    |
| Азијати           | 0 (0,0%)    | 2 (0,3%)    |
| Хиспаноамериканци | 15 (2,2%)   | 9 (1,2%)    |
| Укупно            | 681         | 750         |